# Procellaria aequinoctialis
La pardela gorgiblanca (Procellaria aequinoctialis), también llamada petrel de barba blanca, fardela negra grande y petrel de mentón blanco, es una especie de ave procelariforme de la familia Procellariidae que vive en los océanos del hemisferio sur, y cría en las costas de Australia, Argentina y Sudáfrica.

## Taxonomía
La pardela gorgiblanca es miembro del género Procellaria, de la familia biológica Procellariidae y del orden Procellariiformes. Como todos los procelariformes, posee varias características particulares: en primer lugar, tiene fosas nasales que unen la nariz al pico superior; en segundo lugar, posee un pico único, dividido entre siete y nueve placas córneas; y, en tercer lugar, produce un aceite estomacal formado por cera de éster y triglicéridos, que se almacena en los proventrículos. Lo usan como defensa contra los depredadores y como una fuente de alimento rica en energía, tanto para los pichones como para los adultos durante los vuelos prolongados. Por último, poseen una glándula salina situada por encima de las fosas nasales que los ayuda a eliminar las sales de su cuerpo, almacenada debido a la gran cantidad de agua salada con la que están en contacto. Excretan una solución con grandes concentraciones de sal directamente desde la nariz.

## Etimología
Procellaria proviene de dos palabras en latín: procella, que significa «tormenta», y arius, un sufijo que quiere decir «asociado a». El nombre proviene de su asociación con el clima tormentoso. La palabra «petrel» deriva de San Pedro y la historia de su caminata por encima del agua; el nombre fue tomado por el hábito de los preteles, que parecen correr por sobre el agua para tomar vuelo.

## Descripción
El petrel de barba blanca mide entre 51 y 58 centímetros de largo, pesa entre 0,97 y 1,89 kilogramos y mide entre 134 y 147 centímetros con las alas extendidas. No es solo el petrel Procellaria más grande, sino también la especie más grande de su familia, después del petrel gigante. Es de color gris oscuro, con tonos más blancos en su cuello y parte baja de la cabeza. Sus plumas pueden adquirir una coloración plateada a la altura del vientre. El pico es amarillo con una línea negra, y negro también entre las fosas nasales; las patas también son de tono oscuro. Cuando vuela, combina suaves aleteos con planeos. Aunque por lo general es un ave callada y tranquila, puede emitir sonidos y gemidos cuando está en sus colonias.

| Ubicación                 | Población             | Fecha | Tendencia                                |
| Islas Georgias del Sur    | < 2 000 000 pares     | 2004  | Decreciendo un 28% cada 20 años          |
| Islas Antípodas           | 100 000+ pares        | 2000  |                                          |
| Isla Disappointment       | 100 000+ pares        | 2000  |                                          |
| Islas Kerguelen           | 175 000-226 000 pares | 1989  |                                          |
| Islas Crozet              | 23 600 pares          | 1989  | Decreciendo un 37% cada 21 años          |
| Islas Campbell            | 10 000+ pares         |       |                                          |
| Islas Malvinas            | 55 pares              |       |                                          |
| Isla del Príncipe Eduardo |                       |       | Decreciendo un 14.5% cada año            |
| Islas Auckland            |                       |       |                                          |
| Total                     | 7 000 000             | 2004  | Decreciendo entre 30% y 49% cada 60 años |

## Comportamiento

### Alimentación
Su dieta se compone principalmente de krill y peces. Los petreles negros se alimentan desde la superficie o sumergiéndose bajo el agua, y suelen perseguir barcos pesqueros para atrapar peces salidos de la red, lo que los vuelve vulnerables a ser pescados ellos también.

### Reproducción
Tanto el macho como la hembra ayudan a construir el nido y a incubar el huevo. Una vez nacido el pichón, ambos se encargan de alimentarlo y protegerlo.

## Hábitat y zona de distribución
La fardela negra grande utiliza varias islas durante la temporada de reproducción. Dos millones de parejas se reproducen en las islas Georgias del Sur, entre 175 000 y 226 000 en las islas Kerguelen y cien mil en la isla Disappointment, las islas Crozet, islas del Príncipe Eduardo, islas Campbell, islas Auckland, islas Antípodas y las Islas Malvinas. Durante la temporada no reproductiva, estas aves vuelan desde el hielo antártico hacia las zonas subtropicales.

## Conservación
Un estudio de 2004 determinó que la población de ejemplares adultos de esta especie era de alrededor de siete millones, distribuidas a lo largo de 44 800 000 km². Su alta tasa de mortalidad de pichones y la cantidad de ejemplares pescados por error ha causado que el IUCN la clasificara como vulnerable. En la Isla Pájaro, la población ha decaído en un 28% y el porcentaje se eleva a 86% en la bahía Prydz. Por su parte, en la isla Marion se ha detectado una reducción del 14,5% y en las islas Crozet, del 37%. La captura accesoria es uno de los principales factores de la disminución de la población. Casi todas las aves atrapadas durante la pesca de merluza en Namibia son petreles negros; en Sudáfrica, el 10% de la pesca accidental de aves pelágicas y 55% de la pesca demersal tiene como víctimas estas aves. Además, el petrel negro ha sufrido ataques de especies invasivas, tales como la rata parda y la rata negra.
Al presente, varias de las islas son zonas protegidas. Se realizan estudios y control de poblaciones en las islas Georgias del Sur, las islas del Príncipe Eduardo, las islas Kerguelen y las islas Crozet. Por último, son parte de varios programas especializados dedicados a la protección de aves marinas.